# Berglind Björg Þorvaldsdóttir
Berglind Björg Þorvaldsdóttir (Berglind Björg Thorvalsdottir; * 18. Januar 1992 in Vestmannaeyjabær) ist eine isländische Fußballnationalspielerin, die von 2022 bis 2024 beim französischen Verein Paris Saint-Germain unter Vertrag stand.

## Karriere

### Vereine
Berglind Björk spielte 2007 vier Monate nach ihrem 15. Geburtstag erstmals für Breiðablik Kópavogur in der höchsten isländischen Liga für Frauen, der Landsbankadeild kvenna. Der Einsatz dauerte nur 17 Minuten, knapp einen Monat später waren es dann 19 Minuten, zwei Monate später waren es 24 Minuten und vier Tage später noch mal 4 Minuten.
In der Saison 2008 waren es dann schon 17 Einsätze und am 13. Mai 2008 erzielte sie ihr erstes von neun Saisontoren. Ein Spiel und ein Tor mehr waren es ein Jahr später. Sie war nun Stammspielerin und durch den zweiten Platz 2009 konnte Breiðablik an der Qualifikation zur UEFA Women’s Champions League 2010/11 teilnehmen und hatte beim Miniturnier Heimrecht, bei dem sie am 7. August 2010 beim 8:1-Sieg gegen FCM Târgu Mureș ihr erstes CL-Tor erzielte. Zwar wurden sie in ihrer Gruppe nur Zweiter hinter dem französischen Vizemeister Juvisy FCF, waren aber als bester Gruppenzweiter dennoch für das Sechzehntelfinale qualifiziert, wo sie erneut auf die Französinnen trafen. Hatten sie beim Qualifikationsturnier noch ein 3:3 erreicht, so verloren sie nun zweimal deutlich (0:3 und 0:6). Zur Saison 2011 wechselte sie zu ÍBV Vestmannaeyja, wo sie in ihrer ersten Saison in 18 Spielen 14 Ligatore erzielte und damit zusammen mit einer anderen Spielerin zweitbeste Torschützin war.
Von August 2012 bis Juni 2016 studierte sie an der Florida State University und spielte in dieser Zeit für die Florida State Seminoles aber auch für Breiðablik und Fylkir Reykjavík in der Pepsideild kvenna. Mit dem isländischen Pokal der Frauen konnte sie 2013 auch ihren ersten Titel gewinnen. Nach dem Ende ihres Studiums spielte sie wieder für Rekordmeister Breiðablik Kópavogur, gewann mit dem Verein 2016 erneut den Pokalwettbewerb und konnte sich mit ihrem Team für die UEFA Women’s Champions League 2016/17 qualifizieren, wo sie im Sechzehntelfinale durch ein einziges Tor gegen FC Rosengård ausschieden. Es folgte nach dem Saisonende 2017 ein kurzes Engagement in Italien bei ASD CF Bardolino.
In der Saison 2018 wurde sie mit 19 Toren in 18 Spielen erstmals Torschützenkönigin in Island und trug damit wesentlich zu Breiðabliks 17. Meisterschaft bei. Wie im Vorjahr verbrachte sie den Rest des Jahres bis zum Start der neuen Saison im Ausland, diesmal in den Niederlanden beim PSV Eindhoven. In der Qualifikation zur UEFA Women’s Champions League 2019/20 erzielte sie sechs Tore und die Isländerinnen konnten sich als Gruppensiegerinnen für das Sechzehntelfinale qualifizieren. Dort hatte sie mit drei Toren gegen Sparta Prag entscheidenden Anteil am Einzug ins Achtelfinale. Hier verloren sie aber mit 0:4 und 1:3 gegen Paris Saint-Germain, wobei ihr das einzige Tor für ihre Mannschaft gelang. Mit insgesamt zehn Toren im gesamten Wettbewerb gehörte sie aber zu den drei besten Torschützinnen.
In der Saison 2019 war sie zusammen mit zwei anderen Spielerinnen wieder beste Torschützin in Island. Nach der Saison spielte sie wieder in Italien, diesmal für die Frauen des AC Mailand. Die Saison 2020 konnte sie mit Breiðablik mit der 18. Meisterschaft beenden um danach einen Abstecher nach Frankreich zum Erstliganeuling Le Havre AC zu machen. Nach Abschluss der Saison 2020/21, die für Le Havre mit dem Abstieg endete, den sie auch mit fünf Toren nicht verhindern konnte, wechselte sie in die laufende schwedische Saison zum Liganeuling Hammarby IF. Hier gelang es, den sofortigen Wiederabstieg zu verhindern. Im Januar 2022 wechselte sie zum norwegischen Verein Brann Bergen.
Im August 2022 wechselte sie nach Frankreich zu Paris Saint-Germain. Ihren ersten Kurzeinsatz für PSG hatte sie am 28. August 2022 bei der 0:1-Niederlage gegen Lyon im Pokal.  Sie kam dann noch einmal in der Liga am 15. September 2022 beim 4:0-Sieg gegen AF Rodez zum Einsatz. In den Gruppenspielen der UEFA Women’s Champions League 2022/23 saß sie nur auf der Bank, wie auch in der Qualifikation für Brann Bergen.
Im April 2024 verließ sie PSG um für Valur Reykjavík zu spielen. Nach einer Spielzeit kehrte sie zu ihrem Stammverein zurück.

### Nationalmannschaften

#### Juniorinnen
Im September 2007 nahm sie mit der U-17 an der ersten Qualifikationsrunde in Slowenien für die erstmals ausgetragene U-17-Fußball-Europameisterschaft der Frauen 2008 teil. Mit acht von 15 Toren hatte sie entscheidenden Anteil daran, dass ihre Mannschaft mit drei Siegen als Gruppensieger die Eliterunde erreichte. Hier konnte sie im März 2008 beim Turnier in Dänemark zwar zwei Tore erzielen, verlor mit ihrer Mannschaft aber alle drei Spiele. Einen Monat später nahm sie mit der U-19-Mannschaft an der zweiten Qualifikationsrunde zur U-19-Fußball-Europameisterschaft der Frauen 2008 teil. Beim 2:2 gegen Polen konnte sie ihre Mannschaft schon in der dritten Minute in Führung bringen. Es war aber der einzige Punktgewinn für die Isländerinnen und als Gruppendritte verpassten sie die Endrunde.
Ende Juni/Anfang Juli 2008 spielte sie viermal für das isländische U-16-Team. Im Oktober nahm sie dann mit der U-17 erneut an der ersten Qualifikationsrunde in Italien für die U-17-Fußball-Europameisterschaft der Frauen 2009 teil. Wie ihre ganze Mannschaft blieb sie ohne Torerfolg. Zwar wurde gegen Frankreich und Italien nur jeweils mit 0:1 verloren, aber gegen Aserbaidschan reichte es nur zu einem torlosen Remis, so dass die Isländerinnen als Gruppendritte die Eliterunde verpassten. Im September folgte die Teilnahme an der ersten Qualifikationsrunde zur U-19-Fußball-Europameisterschaft der Frauen 2009, wo sie mit einem Tor half als Gruppenzweite die Eliterunde zu erreichen. Bei dieser Runde im April 2009 erzielte sie beim 2:2 im letzten Gruppenspiel gegen Polen ein Tor und qualifizierte sich mit ihrer Mannschaft für die Endrunde. Die Endrunde im Juli in Belarus verlief dann weniger erfolgreich. Denn nur im ersten Spiel konnten sie ein torloses Remis gegen Norwegen erreichen, verloren aber anschließend mit 1:2 gegen Schweden und 0:4 gegen England. Bereits im September folgte die erste Qualifikationsrunde zur nächsten U-19-EM, diesmal in Portugal. Mit zwei Siegen und einem Remis gegen die Schweiz erreichten sie als Gruppenzweite die Eliterunde. Hier konnten sie Ende März/Anfang April 2010 beim Turnier in Sotschi zwar gegen den späteren Gruppensieger Spanien das erste Spiel gewinnen, verloren dann aber zweimal knapp gegen Russland und Tschechien, so dass sie Gruppenletzte wurden. Bei zwei Freundschaftsspielen gegen die Färöer im Juli 2010, die mit 6:0 und 7:0 gewonnen wurden, erzielte sie insgesamt sieben Tore. Im September bleiben sie beim Turnier in Bulgarien der ersten Qualifikationsrunde zur U-19-EM 2011 dreimal ohne Gegentor und wurden mit 8:0 Toren Gruppensieger, wobei sie die Hälfte der isländischen Tore erzielte. Bei der Eliterunde Ende März/Anfang April 2011 konnte sie ihre Mannschaft im ersten Spiel gegen die Türkei zwar bereits nach 13 Minuten in Führung bringen, sie verloren aber noch mit 1:3. Das zweite Spiel gegen die walisischen Gastgeberinnen wurde mit 2:0 gewonnen. Dies war dann aber ihr letztes U-Länderspiel, denn bei der abschließenden 0:3-Niederlage gegen den späteren Europameister Deutschland wurde sie nicht eingesetzt.

#### A-Nationalmannschaft
Noch als U-19-Spielerin hatte sie beim Algarve-Cup 2010 ihren ersten Einsatz in der A-Nationalmannschaft. Im ersten Gruppenspiel gegen die USA wurde sie in der 61. Minute für Rekordtorschützin Margrét Lára Viðarsdóttir eingewechselt.
Beim zweiten Gruppenspiel, einer 1:5-Niederlage gegen Schweden, stand sie in der Startelf, wurde aber nach 70 Minuten ausgewechselt. Das dritte Gruppenspiel, das gegen Norwegen mit 2:3 verloren wurde, verbrachte sie bis zur 65. Minute auf der Bank. Auch im Spiel um Platz 9 gegen Gastgeber Portugal saß sie die erste Stunde auf der Bank. Es folgten zwei Kurzeinsätze von insgesamt 29 Minuten in der Qualifikation für die WM 2011, für die sich die Isländerinnen nicht qualifizieren konnten. Beim Algarve-Cup 2011 hatte sie einen fünfminütigen Einsatz gegen Dänemark.
Dann musste sie viereinhalb Jahre auf den nächsten Einsatz warten. Im September 2015 wurde sie bei einem Freundschaftsspiel gegen die Slowakei in der 63. Minute eingewechselt. Am 14. Februar 2016 spielte sie bei einem Freundschaftsspiel gegen Polen erstmals über 90 Minuten. In der Qualifikation für die EM 2017 wurde sie in fünf der acht Spiele eingesetzt und konnte sich mit ihrer Mannschaft als Gruppensieger für die Endrunde qualifizieren. Beim Algarve-Cup 2017 kam sie in allen vier Spielen zum Einsatz und erzielte am 6. April bei einem Freundschaftsspiel gegen die Slowakei ihr erstes Tor für die A-Nationalmannschaft. Bei der Endrunde der EM 2017 wurde sie dann nur einmal eingesetzt und schied mit ihrer Mannschaft nach drei Niederlagen aus.
Während der letztlich erfolglos verlaufenen Qualifikation für die WM 2019 hatte sie nur fünf Kurzeinsätze von insgesamt 117 Minuten. In der Qualifikation für die EM 2022 kam sie in sechs Spielen zum Einsatz. Sie erzielte gegen Ungarn im letzten Spiel den 1:0-Siegtreffer, wodurch sich die Isländerinnen als einer der drei besten Gruppenzweiten für die EM-Endrunde qualifizierten. Für die ersten sechs Spiele der Qualifikation für die WM 2023 wurde sie nominiert und auch eingesetzt, wobei ihr zwei Tore gelangen.
Am 11. Juni 2022 wurde sie für die EM-Endrunde nominiert. Bei allen drei Spielen stand sie in der Startelf, wurde aber zweimal ausgewechselt. Nach drei Remis beendete Island die EM als Gruppendritter.
Þorvaldsdóttir stand auch bei den letzten beiden Gruppenspielen der Qualifikation für die WM 2023 in der Startelf. Nach einem 6:0-Sieg gegen Belarus kam es am letzten Spieltag in Utrecht zum Finale um den Gruppensieg gegen die Niederlande, das die Isländerinnen in der Nachspielzeit verloren und somit in die Play-offs gegen Portugal mussten. Durch eine 1:4-Niederlage nach Verlängerung, bei der Þorvaldsdóttir beim Stand von 1:1 ausgewechselt wurde, verpasste sie endgültig die WM-Endrunde.

## Erfolge
- Isländische Meisterin 2018, 2020 (mit Breiðablik Kópavogur)
- Isländische Pokalsiegerin 2013, 2016, 2018 (mit Breiðablik Kópavogur)
- Isländische Superpokalsiegerin  2014, 2017 (mit  Breiðablik Kópavogur)
- Torschützenkönigin der Pepsideild kvenna 2018 und 2019 (zusammen mit Elín Metta Jensen und Hlín Eiríksdóttir)